# Kościół św. Jana Chrzciciela w Sadownem
Kościół św. Jana Chrzciciela w Sadownem – rzymskokatolicki kościół w Sadownem. Usytuowany jest na skraju wsi, niedaleko cmentarza, przy drodze w kierunku wsi Sadoleś.

## Historia

### Kościół drewniany z XVI w.
Pierwszy drewniany kościółek został wzniesiony w 1524, a parafię erygowała Kapituła Kolegiaty Warszawskiej. Poświęcenie świątyni odbyło się przy udziale prawie całej kapituły w maju 1525. Pierwszym plebanem został mianowany 6 października 1525 ks. Jan Drogoszewski z Drogoszewa (prob. 1524-1530). Kolejnym był ks. Jan Poddębek. Na wniosek innego plebana ks. Walentego Jeziorkowskiego (prob. 1560-1581) w 1580 Kapituła Warszawska poszerzyła wcześniejsze uposażenia kościoła sadowieńskiego, a sto lat później sprowadziła tutaj wielu osadników zwanych Kurpiami.

### Kościół drewniany z XVIII w.
Na miejscu pierwszej, starej świątyni Kapituła Warszawska postanowiła wznieść kolejną nową. To zadanie otrzymał zarządca dóbr raźnieńskich (do 1748) – prałat i delegat Kapituły Warszawskiej ks. Antoni Kazimierz Ostrowski, przyszły biskup inflancki, kujawski i arcybiskup gnieźnieński. W 1747 postawił tymczasową kaplicę i plebanię, a w 1748 – na miejscu poprzedniej – zbudował drewnianą, na podmurowaniu z dwiema wieżami świątynię pw. św. Jana Chrzciciela i św. Kazimierza. Jej konsekracji dokonał 17 lipca 1803 prepozyt jadowski – ks. Franciszek Remigiusz Zambrzycki z Zambrzyc, biskup tytularny Dardanus (10.12.1781), sufragan kijowski. Funkcję proboszcza (1729-1751) w tym czasie pełnił ks. Antoni Paweł Zembrzuski (1689-1751). W dniu 15 stycznia 1793 Kapituła Warszawska powiększyła fundusz kościoła sadowieńskiego, staraniem byłego wicekustosza kościoła kolegiackiego w Warszawie – ks. kan. Jakuba Minaszowicza (1746-1800), ówczesnego proboszcza (1789-1800).
W 1816 dobra raźnieńskie, a wraz z nimi Sadowne, zostały przekazane (za twierdzę zamojską) przez rząd Księstwa Warszawskiego Stanisławowi Kostka hr. Zamoyjskiemu. Dnia 6 grudnia 1824 nabył je Andrzej hr. Zamoyski, który w 1834 przeprowadził gruntowny remont parafialnego kościoła. W ramach represji popowstaniowych w 1866 większość beneficjum kościelnego została zabrana przez władze carskie i przekazana oficerowi rosyjskiemu Andrzejowi Hulanickiemu. Od 1898 zwolennikiem budowy nowej świątyni był ks. Adam Sadowski (1842-1909), w latach 1892-1905 proboszcz sadowieński. Jego staraniem Urząd Gubernialny w Siedlcach przyjął 30 października 1901 projekt arch. Kazimierza Zajączkowskiego (1854-1904), głównego budowniczego powiatu węgrowskiego. Podjęte dzieło kontynuował ks. Stefan Obłoza (1847-1924), kolejny w latach 1905-1922 proboszcz w Sadownem.

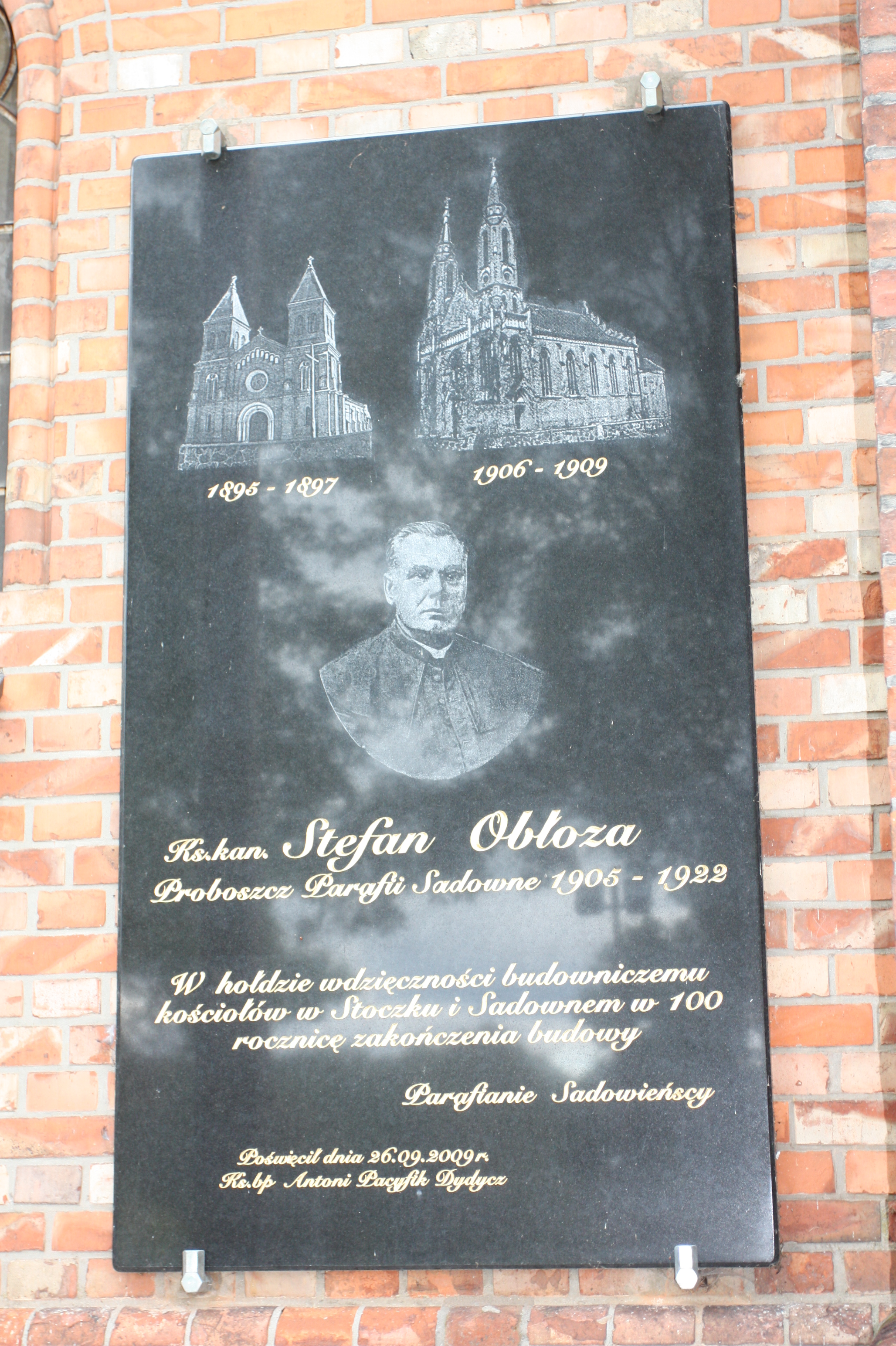
Tablica pamiątkowa ufundowana przez parafian

### Kościół murowany z XX w.
Obecny neogotycki kościół zbudowano w 1906-1909, po rozebraniu drugiego w kolejności kościoła drewnianego z 1748. Budowę w jednej trzeciej części wsparł syn Andrzeja Zamoyskiego - hrabia Zdzisław (1842-1925), w latach 1875-1911 dziedzic klucza jadowskiego i kołodziążskiego. Autorem poprawionej wersji pierwszego projektu był arch. Zygmunt Zdański z Urzędu Gubernialnego w Siedlcach, który razem z Wacławem Wędrowskim z Warszawy nadzorował również prace budowlane. Wznoszenie fundamentów rozpoczęto 14 czerwca 1906. Roboty murarskie wykonał majster Wacław Wędrowski. Poświęcenia kamienia węgielnego w dniu 24 czerwca 1907 dokonał ks. Ignacy Jasiński (1860-1944), w latach 1914-1919 dziekan węgrowski. Budowę ukończono 26 września 1909, a 3 października, w święto Matki Bożej Różańcowej odbyło się uroczyste poświęcenie świątyni, którego dokonał miejscowy proboszcz ks. Stefan Obłoza (piastował tę funkcję w latach 1905-1922). Konsekracji nowej świątyni dokonał w niedzielę po św. Bartłomieju Apostole, czyli 27 sierpnia 1910 ks. Franciszek Jaczewski, w latach 1889-1914 biskup lubelski i administrator apostolski diecezji podlaskiej.
W 1915 wojska rosyjskie zarekwirowały trzy dzwony, które rewindykowano w 1923. Na początku II wojny światowej ok. 13 września 1939 Niemcy spalili wikariat i budynki gospodarcze, a świątynię zamienili na tymczasowy obóz dla polskich jeńców wojennych, niszcząc przy tym i rabując wiele sprzętów liturgicznych. W czasie działań wojennych w 1941 został uszkodzony dach oraz wybito wiele szyb. W tym też roku wojska niemieckie zabrały cztery dzwony, w tym jeden zabytkowy z 1745.

#### Po II wojnie światowej
Pierwsza gruntowna naprawa dachu została przeprowadzona w 1948 i 1950, staraniem ks. Józefa Makarewicza (1886-1952), proboszcza w latach 1925-1952.
W 2004 ks. kan. Marian Zbieć ufundował tablicę upamiętniającą ks. kan. Stefana Obłozę – budowniczego obecnego kościoła. Tablicę tę umieszczono w przedsionku kościoła. Pięć lat później, w setną rocznicę ukończenia budowy kościoła parafianie ufundowali drugą tablicę pamiątkową, która zawisła na przedniej ścianie kościoła, po lewej stronie od głównego wejścia.

## Opis, architektura

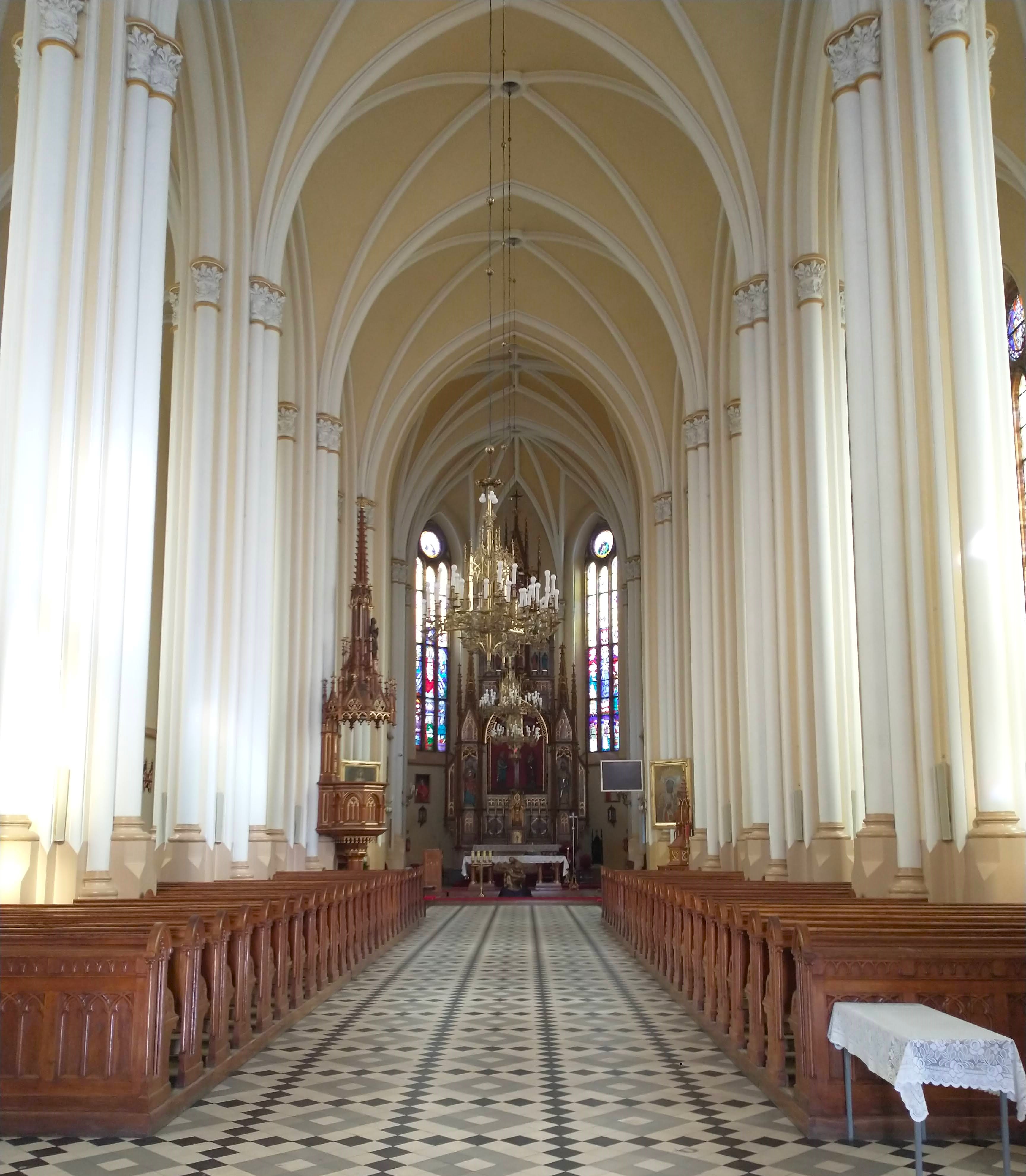
Wnętrze świątyni

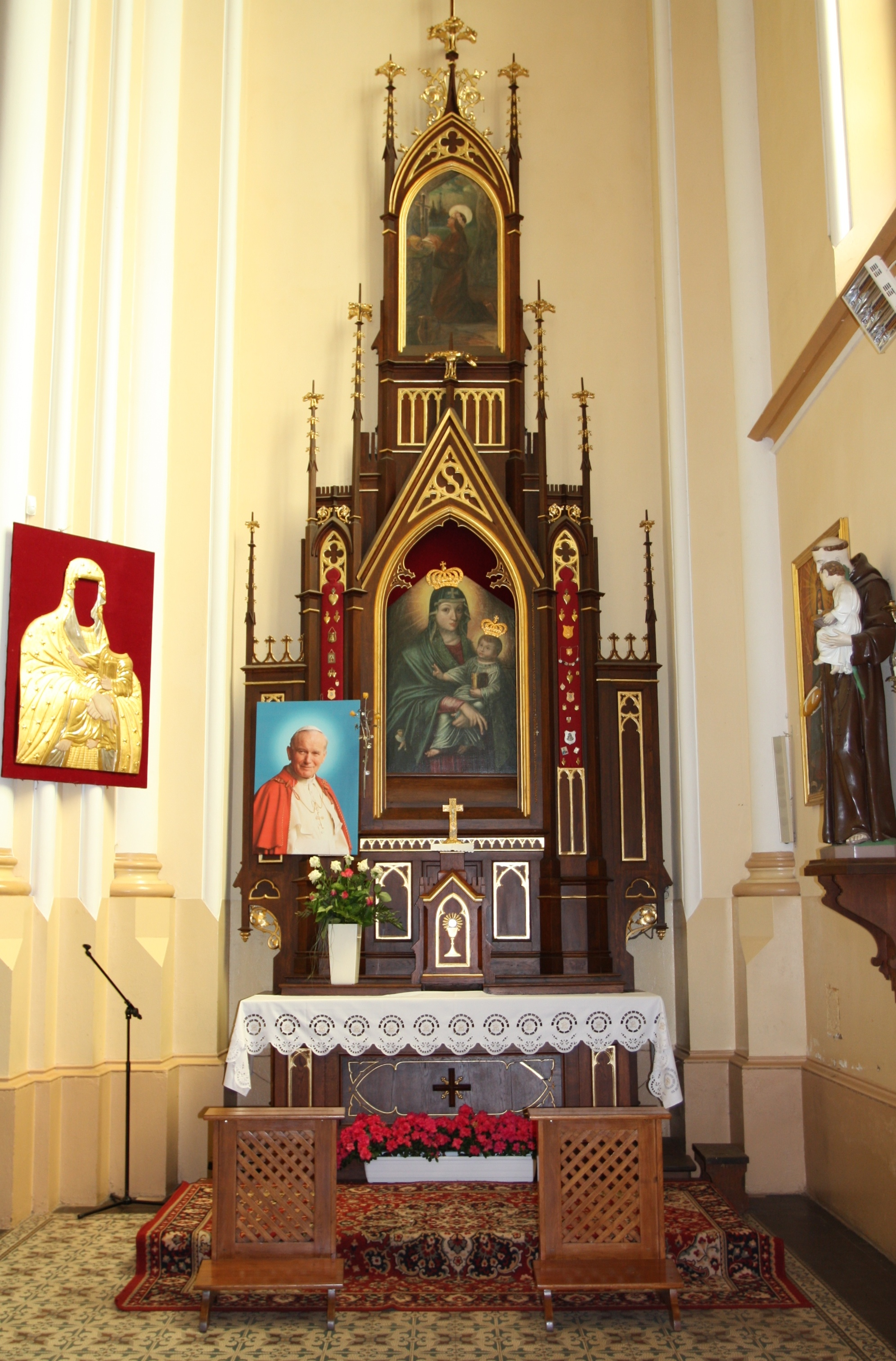
Ołtarz w nawie bocznej Matka Boska z Dzieciątkiem

Kościół jest w stylu neogotyckim, murowany. Znajduje się w nim Tabernakulum i Chrzcielnica z początku XIX wieku. W ołtarzach bocznych wiszą obrazy: Matki Boskiej z Dzieciątkiem z drugiej połowy XVII lub początku XVIII wieku (wcześniej był tam obraz Najświętszej Maryi Panny Narodzenia); Św. Jana Napomucena z XVIII wieku; Św. Kazimierza z XVIII wieku (o charakterze ludowym); Chrztu w Jordanie z pierwszej połowy XIX wieku. 10 kwietnia 1972 kościół został wpisany do rejestru zabytków pod nr 949.

## Proboszczowie
- 1525-1530 – ks. Jan Z Drogoszewa
- 1530-1546 – ks. Andrzej Poddębek
- 1546-1554 – ks. Paweł Halicki
- 1554-1560 – ks. Wojciech Petrzykowski
- 1560-1581 – ks. Walenty Jeziorkowski
- 1581-1590 – ks. Andrzej Pierzchała
- 1590-1615 – ks. Franciszek Grotkowski
- 1615-1646 – ks. Adam Hendzelejewski (od 1619 zastępca ks. Ochłowskiego)
- 1619-1654 – ks. Tomasz Ochłowski (probosz w Sadownem i jednocześnie w Prostyni)
- 1646-1647 – ks. Adam Ratyński
- 1647-1648 – ks. Stanisław Nadolski
- 1648-1649 – ks. Jan Michałowski
- 1649-1656 – ks. Adam Łazowski
- 1656-1666 – ks. Wojciech Chrzanowski
- 1666-1674 – ks. Aleksander Grzybowski
- 1674-1687 – ks. Stanisław Kuczyński
- 1687-1689 – ks. Tomasz Mikołajewski
- 1689-1693 – ks. Mateusz Gutowski
- 1693-1724 – ks. Andrzej Franciszek Kraszewski
- 1724-1725 – ks. Piotr Bartłomieński
- 1725-1729 – ks. Wojciech Chojecki
- 1729-1751 – ks. Antoni Paweł Zambrzuski
- 1752-1766 – ks. Andrzej Grabowski
- 1767-1789 – ks. Wojciech Szydłowski
- 1789 – ks. Krzysztof Kosieradzki
- 1789-1800 – ks. Jakub Minasowicz
- 1801-1817 – ks. Kazimierz Rogaliński
- 1817-1823 – ks. Wojciech Wojno
- 1824-1832 – ks. Szymon Banaszewski
- 1832-1835 – ks. Wincenty Krassowski
- 1835-1837 – ks. Marcin Surowiecki
- 1840-1865 – ks. Piotr Składowski
- 1892-1905 – ks. Adam Sadowski
- 1905-1922 – ks. Stefan Obłoza
- 1922-1925 – ks. Wincenty Kropiwnicki
- 1925-1952 – ks. Józef Makarewicz
- 1952-1981 – ks. Piotr Aleksandrowicz
- 1981-2004 – ks. Marian Zbieć
- 2004-2005 – ks. Franciszek Szulak
- od 17.08.2005 – ks. Stanisław Wojciechowski

## Otoczenie kościoła

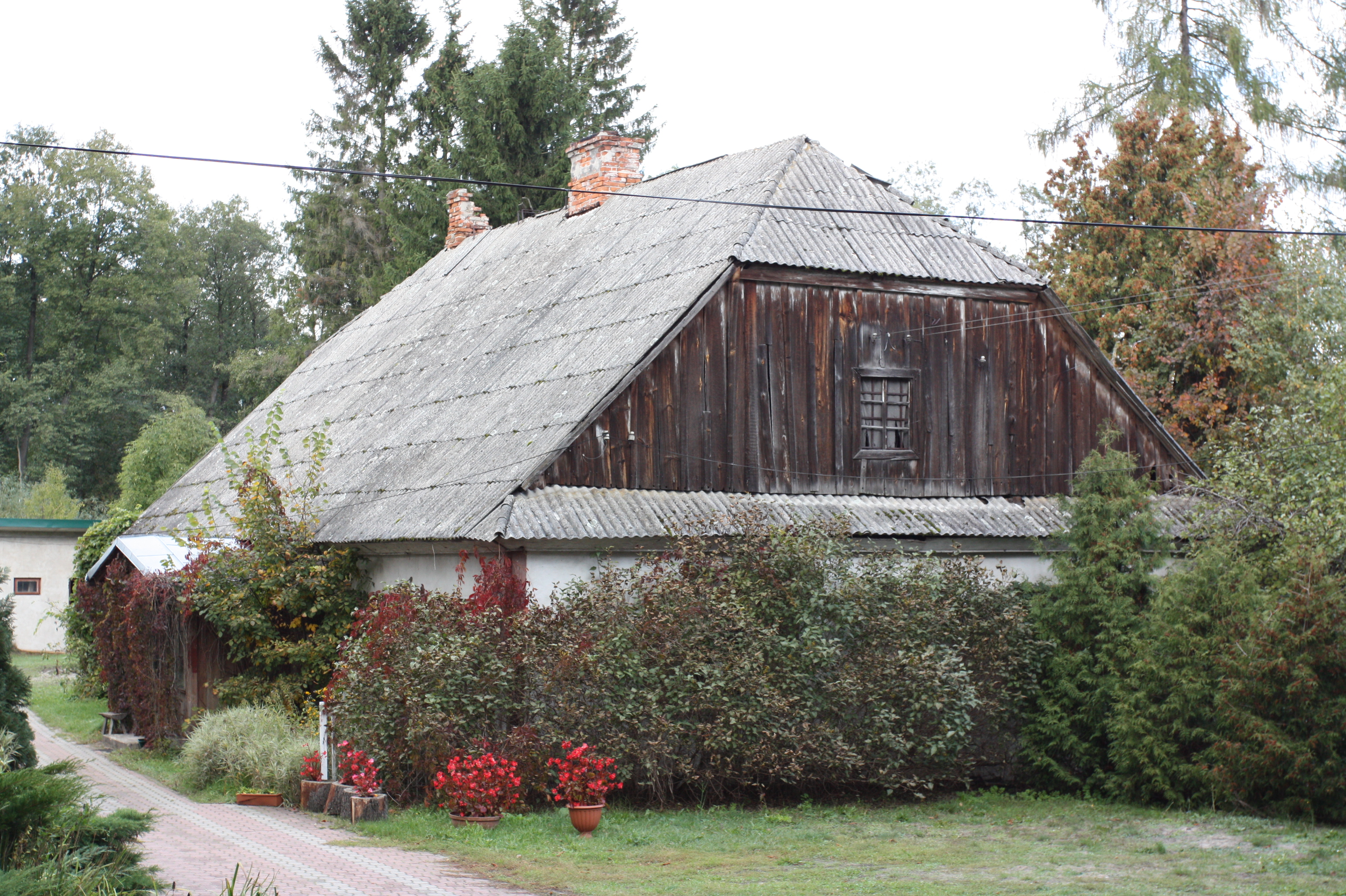
Stara plebania

Na placu przed kościołem stoi murowana kapliczka wzniesiona w stylu gotyckim w 1917, staraniem ówczesnego wójta i prezesa Dozoru Kościelnego Antoniego Brudko. Obok kościoła po drugiej stronie drogi znajduje się stara, drewniana plebania zbudowana w latach 1827-1828 (w 1983 wpisana do rejestru zabytków pod nr 340), dzięki składce parafian i Andrzeja hr. Zamoyskiego. Wszystko nadzorował ks. Szymon Banaszewski (zm. 1858), który w latach 1824-1832 był proboszczem. Drewniana plebania jest parterowa, na planie prostokąta, siedmioosobowa, z gankiem na osi. Tuż przy starej plebanii stoi nowa, piętrowa i murowana plebania. Ta ostatnia zbudowana w 1977 przez ks. Piotra Aleksandrowicza (1904-1981), proboszcza w latach 1952-1981. Na posesji kościelnej ks. kan. Marian Zbieć, w latach 1981-2003 proboszcz sadowieński, wzniósł w latach 2002-2003 nowy budynek parafialny. Został on poświęcony 27 grudnia 2003 przez ks. bp Antoniego P. Dydycza. Po drugiej stronie kościoła stoi dom parafialny, który został wzniesiony w latach 1942-1943 pod kierunkiem ks. Józefa Makarewicza (prob. 1925-1952). Obecnie mieszkają w nim księża wikariusze.
W czasie okupacji na plebanii przebywali księża wysiedleni z innych diecezji lub uciekający przed represjami. W latach 1940–1942 schronienie znaleźli tu ks. Władysław Ograniszczek z diecezji poznańskiej i ks. Bolesław Dobkowski z diecezji łuckiej. W latach 1944–1945 na tej samej zasadzie przebywał w Sadownem ks. Jan Chmieliński z diecezji płockiej.